# 6141 Durda
6141 Durda è un asteroide areosecante. Scoperto nel 1992, presenta un'orbita caratterizzata da un semiasse maggiore pari a 1,8178807 UA e da un'eccentricità di 0,1433055, inclinata di 16,45790° rispetto all'eclittica.